# Choeroparnops gigliotosi
Choeroparnops gigliotosi là một loài cánh thẳng thuộc họ Muỗm (Tettigoniidae). Tên khoa học của loài này được Beier công bố hợp lệ vào năm 1960.